# Cannonball (Lied)
Cannonball (englisch für Kanonenkugel) ist die Leadsingle der US-amerikanischen Schauspielerin und Sängerin Lea Michele aus ihrem Debütalbum Louder. Der Song wurde am 10. Dezember 2013 in den Vereinigten Staaten auf iTunes veröffentlicht. Das Lied wurde von der australischen Sängerin Sia Furler geschrieben. Auch die Produzenten, Benny Blanco und Stargate, schrieben an Cannonball mit.

## Geschichte
Cannonball war laut Michele zunächst nicht in der Auswahl für ihr Debütalbum. In einem Interview mit dem Sender MTV sprach sie über den Titel und dessen Wirkung auf sie in der Zeit nach dem Tod ihres Freundes Cory Monteith und über die Entscheidung, das Lied schlussendlich doch für ihr Album aufzunehmen:

“The minute I heard the song, I had a physical reaction to it. For me, it's been my strength. I listen to it every day. I know it was brought into my life for a reason. It just really explains where I am right now and it's been such an inspirational song for me. It's been such a rock, such a source of strength for me. It's really been so helpful for me and I hope it's the same for other people as it's been for me.”

„In dem Moment, als ich das Lied hörte, hatte ich eine körperliche Reaktion darauf. Für mich war es meine Stärke. Ich höre es jeden Tag. Ich weiß, es wurde aus einem bestimmten Grund in mein Leben gebracht. Es erklärt nur wirklich, wo ich gerade bin und es war ein so inspirierendes Lied für mich. Es war so ein Stein, so eine Kraftquelle für mich. Es war wirklich so hilfreich für mich und ich hoffe, dass es für andere Menschen genauso ist wie für mich.“

Ihre erste Live-Performance des Lieds war am 12. Dezember 2013 in The Ellen DeGeneres Show. Des Weiteren sang sie den Titel im Finale der 3. Staffel von The X Factor USA und bei der Tonight Show with Jimmy Fallon.

## Musikvideo
Michele nahm das Musikvideo zu Cannonball am 17. November 2013 und am 16. Dezember 2013 auf. Regie führte Robert Hales, während Stylistin Estee Stanley das Design konzipierte. Es wurde am 9. Januar 2014 auf VEVO und YouTube veröffentlicht.

## Chartplatzierungen
| ChartsChartplatzierungen       | Höchstplatzierung | Wochen |
| ------------------------------ | ----------------- | ------ |
| Vereinigtes Königreich (OCC)   | 56 (1 Wo.)        | 1      |
| Vereinigte Staaten (Billboard) | 75 (1 Wo.)        | 1      |